# Pomrčina Sunca
Pomrčina Sunca nastaje kada se Mjesec ispriječi između Sunca i Zemlje, pa djelomično ili potpuno zakloni Sunce. Mjesec je tada u fazi mlađaka, a Sunce se može nalaziti do 16,5° s jedne ili druge strane uzlaznog ili silaznoga Mjesečeva čvora. Luk od 33° pokraj čvora Sunce prolazi za 34 dana, a Mjesec tada može dva puta doći u fazu mlađaka (svakih 29.53 dana). U jednoj godini moraju biti barem dvije pomrčine Sunca, a najviše ih može biti pet, ako se prva dogodi početkom siječnja, a peta krajem prosinca. Linija čvorova zakreće se retrogradno za 19,3° godišnje, pa Sunce kroz isti čvor prolazi nakon 346.62 dana (eklipsna ili drakonistička godina). 
Pomrčina Sunca može biti potpuna (totalna), prstenasta (anularna), djelomična (parcijalna) i hibridna (kada se u središnjoj fazi pomrčine zapaža kao potpuna, a izvan središnje faze kao prstenasta). Različite vrste pomrčina nastaju jer je staza Mjeseca eliptična. Kada je Mjesec udaljeniji, ne zaklanja cijeli Sunčev disk i zapaža se prstenasta pomrčina, a kada je Mjesec bliže, može potpuno zakloniti Sunce i nastupa potpuna pomrčina. Pomrčina Sunca opaža se s malenoga dijela Zemlje. Zbog okretanja Zemlje, Mjesečeva sjena prelazi po Zemljinoj površini od zapada prema istoku, pa se potpuna pomrčina vidi s uskoga pojasa (zone totaliteta). Sjena nije šira od 270 kilometara i putuje brzinom od 1 km/s, pa potpuna pomrčina u nekoj točki Zemlje traje najviše 3 minute 31 sekundi. Pri potpunoj pomrčini zbivaju se četiri dodira: rub Mjeseca nailazi na rub Sunca, napredujući rub Mjeseca stiže do suprotnoga Sunčeva ruba, zalazni Mjesečev rub dotiče početni rub Sunca, Mjesec napušta Sunce; od prvoga do četvrtoga dodira mogu proći do 3 sata. Potpuna pomrčina Sunca na nekome mjestu Zemljine površine javlja se u prosjeku svakih 400 godina.., a sljedeći će se put zbiti 3. rujna 2081. Posljednja potpuna pomrčina Sunca, vidljiva iz Hrvatske, zbila se 11. kolovoza 1999.

## Vanjske poveznice
|  | Zajednički poslužitelj ima još gradiva o temi Pomrčina Sunca |

- astro.fdst.hr :: Pomrčine Sunca i Mjeseca, uz dozvolu autora teksta

- Popis budućih vidljivih pomrčina Sunca i Mjeseca s izračunom za pojedine gradove može se vidjeti na mrežnoj stranici Eclipse Calculator - kalkulator pomrčina (primjer za Zagreb) (en.) (pristupljeno 29. travnja 2014.)